# 洪夢棟
洪夢棟，字仁升，號東木，广东潮州府海阳县人，明朝末年政治人物。同进士出身。

## 生平
崇禎十二年己卯科舉人，十三年（1640年）联捷庚辰科进士，礼部观政，因反對時局，未出仕為官。永曆己丑官吏科右给事中，先是郡人湘陰縣知縣楊開殉難未恤，夢棟与兵部武庫司主事傅天祐上奏之，開得贈太僕寺少卿，謚忠烈。癸巳，郝尚久在潮州叛清反正，夢棟毁家助饷，未幾城陷，遁于荒外，貧不能自给，居外數年，鬱鬱以卒。同邑陸漾波有《懷洪夢棟与謝元汴》詩。

## 家族
父洪濬与母林氏以孝稱，夢棟能世其德。